# Производство кофе в Мексике
Производство кофе в Мексике по состоянию на 2009 год являлось 8-м по величине в мире (252 000 тонн), и в основном сосредоточено в южных центральных и южных регионах страны. По большей части это арабика, которая особенно хорошо растет в прибрежном районе Соконуско, штат Чьяпас, недалеко от границы с Гватемалой. Мексика является крупнейшим источником импорта кофе в США. Известные сорта включают Altura, Liquidambar MS и Pluma Coixtepec.
В конце XVIII века на территорию мексиканского штата Веракрус был впервые ввезен кофе с Антильских островов. Его производство в Мексике обошлось значительно дешевле. В конце XIX века кофе начал выращиваться в штате Чьяпас, и он стал основным регионом культивирования кофе в Мексике. До 1870-х годов кофе не экспортировался в больших количествах. В начале 1980-х годов плантации кофе в Мексике быстро распространились на 12 штатов и кофе стал самой ценной экспортной культурой страны.
В 1982 году общая площадь земель в Мексике, используемых для производства кофе, составляла 497 456 гектаров. Кроме того, в 1970—1980-х годах производство кофе стало играть значительную роль в национальной экономике и стало основным источником дохода для более чем двух миллионов человек в Мексике. Плантации кофе способствовали экспортной торговле и притоку в страну большого количества иностранной валюты. В то же время кофейная промышленность открывает множество возможностей для трудоустройства в самой Мексике.
В стране существовал Мексиканский институт кофе (Instituto Mexicano del Cafe, INMECAFE), правительственное учреждение, ответственное за оказание технической помощи производителям, администрирование мексиканских экспортных квот на кофе и поддержание высоких и стабильных цен на кофе на рынке.
Традиционным мексиканским способом приготовления кофе, в настоящее время характерным в основном для сельской местности, является его варка в глиняном горшке (olla) с добавлением корицы и панелы. Приготовленный таким способом кофе называется cafe de olla.